# Атяшево (село, Атяшевський район)
Атя́шево (рос. Атяшево, ерз. Отяжвеле) — село у складі Атяшевського району Мордовії, Росія. Адміністративний центр Атяшевського сільського поселення.

## Населення
Населення — 1490 осіб (2010; 1648 у 2002).
Національний склад (станом на 2002 рік):
- ерзяни — 94 %